# Астольф
Асто́льф (имя восходит к королю лангобардов Айстульфу) — вымышленный персонаж французского и итальянского эпоса, а также рыцарских поэм Пульчи, Боярдо и Ариосто. Паладин Карла Великого, французский рыцарь, двоюродный брат Роланда и Ринальда. В «Неистовом Роланде» совершил знаменитый полет на Луну. Стоит отметить, что реального паладина Карла Великого с именем «Астольф» не существовало.

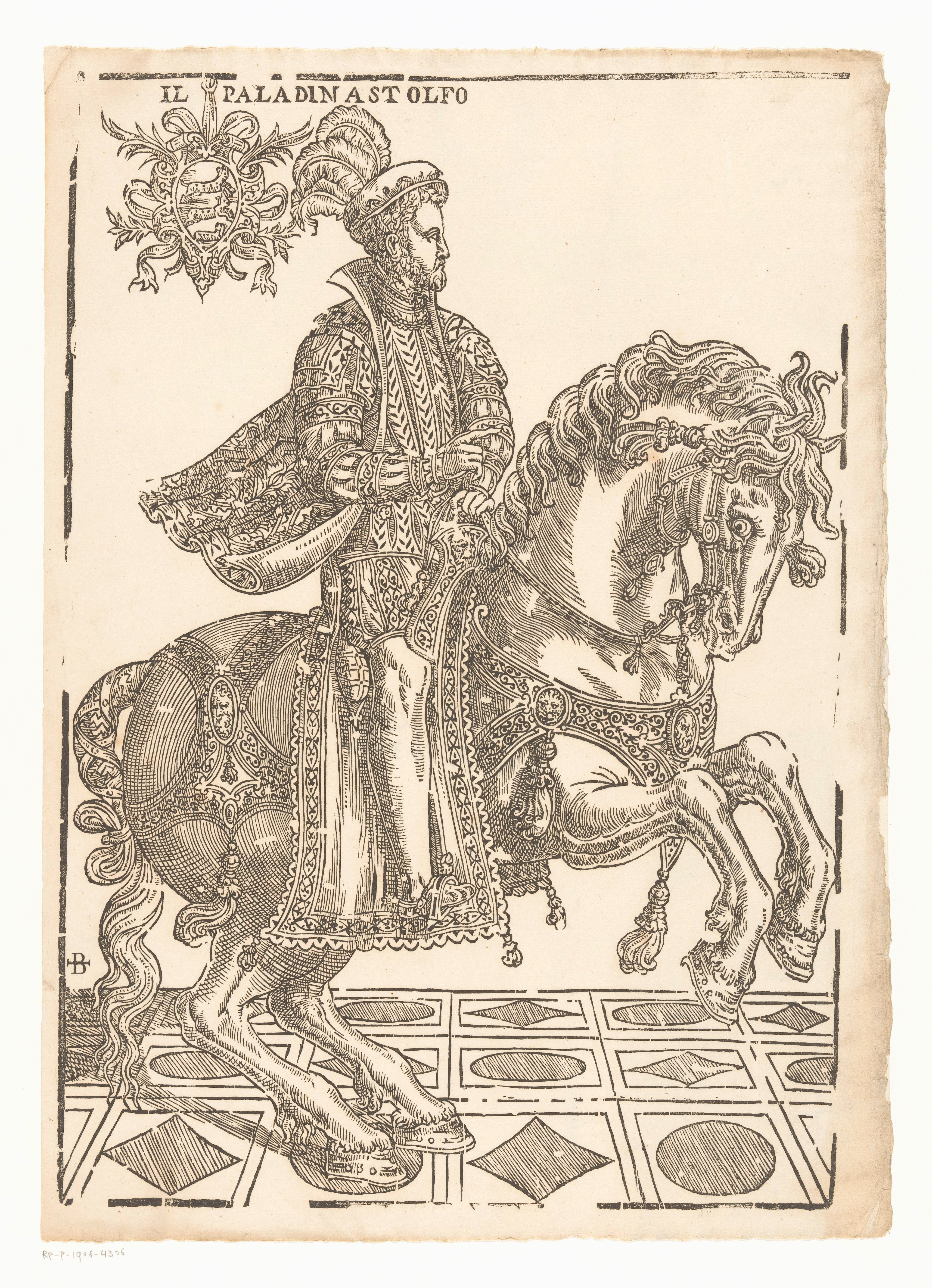
Астольф (итальянская иллюстрация XVI века)

## Франция
Под именем Эсту появляется во французском эпосе («Четыре сына Эмона», «Отинель», «Ги Бургундский»).

## Италия
Во франко-итальянских поэмах XIV в. «Вступление в Испанию» и «Взятие Памплоны» ему принадлежит роль насмешника и острослова.

### «Моргант»
В «Морганте» Пульчи — хвастун и донжуан.

### «Влюблённый Роланд»
В поединке с братом Анджелики Аргалием Астольф сброшен с коня его волшебным копьем. В Париже начинается турнир. Всех, в том числе Ожье Датчанина и Оливье, спешивает сарацин Грандоний. Наконец, из паладинов остается один Астольф, в успех которого никто не верит. Астольф выходит на турнирное поле с копьем Аргалия, которое досталось ему случайно и волшебных свойств которого он не знает. Грандоний, ко всеобщему изумлению, повержен. Астольф изумлен не меньше других. Он был бы объявлен победителем, но некий рыцарь-предатель, принадлежащий к злодейскому майнцскому роду, исподтишка сбивает его с седла. Астольф бросается на него с мечом, бранится с императором и брошен в темницу.
Сериканский царь Градасс штурмует Париж. Город готов сдаться, но Астольф, выпущенный из темницы, захватывает власть, отказывается признать договор, который тем временем Градасс успел заключить с пленным Карлом (свобода в обмен на коня Баярда), и вызывает Градасса на поединок. Копье Аргалия исправно делает своё дело: противник на земле и едва верит своим глазам. Астольф, верный своему нраву, притворяется побежденным, высмеивает Карла и паладинов и под конец преподносит весть о победе. Градасс отправляется восвояси, Астольф уходит на поиски Роланда и Ринальда.
Астольф достиг пределов Востока, где готовится великая война за руку Анджелики. Золотое копье Астольфа продолжает творить чудеса: с его помощью он ссаживает Брандимарта, бросает наземь черкесского царя. Поблизости находится колдовской сад Драгонтины: Флорделиза, дама Брандимарта, предупреждает рыцарей о чудесах и опасностях сада, но они смело в него вторгаются и вступают в бой с очарованными, забывшими себя пленниками феи. Тут же и Роланд, прибывший чуть раньше и все еще погруженный в созерцание картин и фресок на дворцовом балконе. Роланд обрушивается на своего двоюродного брата, и Астольфа выручает лишь несравненный бег Баярда, верхом на котором Астольф совершал свой путь. Астольф достигает крепости Альбракки. Астольф один вызывает на бой все войско татарского царя Агрикана 2 миллиона 200 тысяч. Сбросив нескольких неверных своим волшебным копьем, он падает под одновременным натиском с четырех сторон и взят в плен. Освобожден из плена после смерти Агрикана; он находит свои доспехи и своё волшебное копье, уходит вместе с Ринальдом по следам Роланда. По дороге во Францию кит феи Альцины, сестры Морганы, уносит Астольфа в открытое море.

### Неистовый Роланд
На своем острове фея Альцина превращает Астольфа в мирт. Фея Мелисса возвращает Астольфу человеческий облик вместе с другими пленниками Альцины. Астольф получает от феи Логистиллы волшебные дары и плывет на запад. Он достигает Египта, где живет людоед Калигорант. Астольф одолевает его и приводит в Каир. Он встречает колдуна Оррилла, помогает против него Грифону и Аквиланту и снимает Орриллу голову и волосы. Астольф с Грифоном и Аквилантом едут в Святую землю и гостят там у Сансонета. Затем все вместе с Марфизой отправляются во Францию, но буря выносит их на остров амазонок. Оттуда они уплывают во Францию.
Астольфа заманивают в замок Атланта, но он разрушает чары и находит гиппогрифа. Астольф оставляет коня и оружие Брадаманте, а сам улетает на гиппогрифе в Эфиопию к царю Сенапу, преследуемому гарпиями. Астольф является к царю, бьется с гарпиями и прогоняет их волшебным рогом. Вслед за гарпиями Астольф спускается в ад, запирает их там и взлетает на гору земного рая. Его встречает апостол Иоанн и рассказывает Астольфу судьбу Роланда. Астольф с апостолом летят на Луну, видят лунный дол земных потерь и Дворец людских судеб. Астольф находит сосуд с Роландовым умом.
Астольф спускается с Луны и ведет нубийцев на Аграмантову Бизерту, превратив для них камни в лошадей. Разбив сарацинов, он освобождает Дудона и из древесных листьев творит корабли. Внезапно появившемуся Роланду возвращает здравый ум. После взятия Бизерты, вернув суда в листья, а коней в камни, возвращается во Францию.